# Globus (hypermarché)
Pour les articles homonymes, voir Globus.
Globus est une chaîne allemande d'hypermarchés créée en 1970, opérant en Allemagne, en Russie et en République tchèque. 
L'enseigne se décline également en grande surface spécialisée en bricolage, sous le nom de Globus Baumarkt. 

## Histoire
En 1828, Franz Bruch (1801-1865) ouvre une épicerie à Saint-Wendel, qui fait maintenant partie de la Sarre. En 1865, il confie la gestion à son fils Joseph Adam Bruch (1837–1905). Son petit-fils, Joseph Karl Bruch (1873-1949), transforme l'entreprise de 1905 en magasin de gros. Il fournit d'abord à ses clients - principalement des épiceries de la Sarre - par le moyen de voitures hippomobiles et plus tard de camions. Le 1er février 1949, Joseph Bruch décède. Ses deux fils, Franz-Josef Bruch et Walter Bruch (1913–1999), reprennent l'entreprise, qui avait été transformée en GmbH.
Dans les années 1950, le comportement d'achat des consommateurs change et le libre-service commence à apparaître dans le commerce de détail. Walter et Franz Josef Bruch ont alors commencé à restructurer l'entreprise. Globus est devenu un marché cash + carry. En 1953, ils ouvrent au siège sous le nom « A. Backhaus KG » le premier magasin de libre-service pour la nourriture.
Au début des années 60, ils ouvrent un marché de vente en gros avec un marché de fruits et légumes. L'entreprise a continué de croître grâce à l'ouverture d'un supermarché à Homburg-Einöd en 1966. En 1969, les deux magasins existants ont été renommés Globus. Depuis, la « Globus Handelshof St. Wendel GmbH & Co. KG », fondée en 1970, est devenue la neuvième plus grande entreprise alimentaire d'Allemagne avec d'autres hypermarchés. « Franz Bruch GmbH » a cessé ses activités en mars 1972 et est devenue un commanditaire de Globus. Le 1er mars 1980, Walter Bruch a remis ses actions à son fils Thomas. En 1992, le premier hypermarché Globus dans les nouveaux États fédéraux a ouvert ses portes à Isserstedt (aujourd'hui un quartier d'Iéna). En 1996, la société s'est étendue à la République tchèque avec son premier hypermarché et, le 1er décembre 2006, le premier hypermarché a ouvert en Russie.
En 2021, Globus annonce un accord avec l'investisseur russe SCP, propriétaire de la chaîne d'hypermarchés concurrente Real, pour la reprise d'au moins 16 magasins en Allemagne. Les deux premiers Real sont convertis à l'enseigne Globus au printemps de la même année, les autres suivront petit à petit après de lourds travaux de rénovation et de passage au nouveau concept de "markthalle", destiné à réinventer l'hypermarché. 

## Implantation

### Globus dans le monde
| Pays               | 1er magasin | Nombre de magasins |
| ------------------ | ----------- | ------------------ |
| Allemagne          | 1970        | 46                 |
| République tchèque | 1996        | 16                 |
| Russie             | 2006        | 20                 |